# شهرستان خارف
ناحیهٔ خارف (به عربی: مدیریة خارف) یک ناحیه در یمن است که در استان عمران واقع شده‌است.
ناحیهٔ خارف ۴۵٬۹۷۷ نفر جمعیت دارد.